# شيفروليه مونت كارلو
شيفروليه مونت كارلو (بالإنجليزية: Chevrolet Monte Carlo)‏ ، هي سيارة عائلية أنتجها شركة شيفروليه الأمريكية بداية عام 1970 وتوقفت عام 1988م، وأعيد إنتاج السيارة المستحدثة عام 1995م وتوقفت إنتاجها عام 2008م.

## وصلات خارجية
- قالب:Imcdb vehicle